# Ty Dolla Sign
Ty Dolla Sign, stylisé Ty Dolla $ign (prononcé : [taɪ ˈdɒlə saɪn]), de son vrai nom Tyrone William Griffin Jr., né le 13 avril 1982 à Los Angeles, en Californie, aux États-Unis, est un chanteur, rappeur, producteur américain. Il se popularise en 2010, en participant à la chanson Toot It and Boot It du rappeur YG. En été 2013, il signe un contrat de distribution avec le label Taylor Gang Entertainment de Wiz Khalifa, et publie sa mixtape à succès Beach House 2.

## Biographie

### Jeunesse
Tyrone est né le 13 avril 1982,, à Los Angeles, en Californie. Il est le fils d'un musicien du groupe Lakeside, son oncle est aussi musicien il a collaboré avec les Isley Brothers . Il commence tout jeune à jouer de la basse, de la batterie et du piano. Il grandit entre le quartier de South Central et Baldwin Hills à Los Angeles. Il passe aussi beaucoup de temps à New York .

### Carrière

#### Débuts (2008-2013)
TY$ signe son premier contrat en 2008, avec le label de Venus Brown, Buddah Brown, il réalise alors sa première mixtape avec le rappeur Kori intitulée Raw and Bangin Mixtape Vol. 2. Le groupe se sépare et Ty poursuit sa carrière de son côté, et il rencontre par la suite le rappeur de Compton YG. À cette période Ty$ et son ami G.Casso qui sera assassiné en 2011, forment le collectif de producteurs DRUGS, avec Chordz 3D plus tard les producteurs Cardo, Nate 3D, Fuego, Buddah (Shampoo), DJ Mustard et DJ Dahi .
Ty Dolla $ign obtient l'attention du public avec le morceau Too It and Boot It avec YG, duquel il assure le refrain et la production. Son premier single sort en 2011 il s'appelle All Star avec Joe Moses et DJ Mustard, produit par Fuego sur un sample de la Swedish House Mafia, présent sur la mixtape . En 2012 sort la mixtape House on the Hill. En 2012 sort la mixtape Beach House qui connait un fort succès, le morceau My Cabana est classé 23e au classement des meilleures chanson de l'année 2012 par le magazine Complex. À cette période, il signe un contrat avec Atlantic Records .
En juillet 2013, il publie la mixtape Beach House 2 avec la participation de Wiz Khalifa, Too Short, Juicy J et Kirko Bangz. Celle-ci contient le morceau Paranoid avec Joe Moses produit par DJ Mustard ; le morceau fera l'objet d'un remix avec B.O.B. sur l'EP Beach House. Le deuxième single Irie est en collaboration avec Wiz Khalifa ; c'est à ce moment qu'ils deviennent amis et Ty signe sur le label de Khalifa, Taylor Gang.

#### Beach HouseetFree TC(2014-2019)
En janvier 2014, Ty publie l'EP Beach House, qui fait participer Wiz Khalifa, Casey Veggies, Twista, Jay Rock, French Montana, B.o.B et Fredo Santana. Le single Paranoid avec B.O.B. et produit par DJ Mustard est un succès, il devient disque d'or aux États-Unis. Le deuxième single Or Nah avec Wiz Khalifa est encore produit par DJ Mustard, il est également certifié disque d'or. Il est choisi par le magazine XXL parmi les artistes les plus prometteur de l'année 2014, aux côtés d'artistes comme, Rich Homie Quan, Kevin Gates et August Alsina. En août 2014 sort la mixtape Sign Language qui contient des apparitions de Dom Kennedy, Rich Homie Quan, T.I., K Camp, Wiz Khalifa, Casey Veggies, Yo Gotti, French Montana,Jay 305, Big Sean, Jeremih et Ed Sheeran.
Le premier album de Ty Dolla $ign s’intitulera Free TC, dédié à son frère surnommé Big TC actuellement emprisonné pour un meurtre dont il se dit innocent. Le premier single de l'album est Stand For, produit par DJ Dahi et Diplo. Le deuxième extrait est Drop That Kitty avec Charli XCX et Tinashe, le clip officiel de l'album contient des apparition des rappeurs Joe Moses, DJ Mustard, Wiz Khalifa et O.T. Genasis. Le troisième extrait est Only Right avec ses amis du label Pushaz Ink, YG, Joe Moses et TeeCee4800 et est produit par DJ Mustard. Un quatrième extrait est livré le 26 juin 2015, intitulé Blase avec Future et Rae Sremmurd. En 2016, il apparaît en «featuring» sur la chanson du groupe Fifth Harmony intitulée Work From Home, de l'album 7/27. En 2017, il collabore avec Quavo sur la chanson du rappeur MGK  Trap Paris , de l'album Bloom ainsi qu'avec Bebe Rexha sur le titre Bad Bitch.

#### Featuring Ty Dolla $ign(2020)
Le troisième album studio du rappeur, intitulé Featuring Ty Dolla $ign, sort le 23 octobre 2020. Il est précédé de la sortie de deux singles, dont Expensive en collaboration avec la rappeuse Nicki Minaj le 28 août 2020.

#### ¥$ et Vultures(depuis 2024)
Après avoir annoncé en 2023 sa collaboration avec Kanye West pour former le supergroupe ¥$ par le biais du single Vultures en featuring avec Lil Durk et Bump J, Ty Dolla Sign et son associé sortent le 10 février 2024 Vultures 1, vendu comme premier album studio de la trilogie Vultures. Le 3 août 2024, le second album de ¥$, Vultures 2 sort après de multiples retards, le projet étant initialement prévu pour le 8 mars 2024. Vultures 3, point final de la trilogie Vultures, est encore à ce jour un album dont la date de sortie officielle n´a pas encore été annoncée bien qu´il soit toujours prévu.

### Vie privée

#### Vie sentimentale
Ty Dolla $ign a une fille, prénommée Jailynn Griffin (née le 1er février 2005).
Depuis février 2017, il partageait sa vie avec la chanteuse Lauren Jauregui, ex-membre du groupe Fifth Harmony. Ils se sont séparés en avril 2019.

#### Politique
En 2020, Griffin a officiellement soutenu la campagne présidentielle de son collègue rappeur et collaborateur fréquent Kanye West.

## Affaires judiciaires
Le 10 décembre 2018, il a été révélé que Griffin risquait jusqu'à 15 ans de prison pour possession de cocaïne et de marijuana. Ces accusations résultent d'un contrôle routier à Atlanta dans l'état de Géorgie dans une voiture avec plusieurs personnes, Griffin était le seul accusé de drogue en raison de sa proximité avec eux. Plus tard, toutes les accusations ont été abandonnées à la fin d'un programme de prévention contre la toxicomanie.

## Discographie

### Albums studio
- 2015 : Free TC
- 2017 : Beach House 3
- 2020 : Featuring Ty Dolla $ign

### Album collaboratif
- 2024 : VULTURES 1 (avec Kanye West)
- 2024 : VULTURES 2 (avec Kanye West)

### EP
- 2014 : Beach House EP

### Mixtapes
- 2011 : House on the Hill
- 2011 : Back Up Drive Vol. 1
- 2012 : Back Up Drive Vol. 2
- 2012 : Whoop! (avec Joe Moses)
- 2012 : Beach House
- 2013 : Beach House 2
- 2014 : Sign Language
- 2015 : Airplane Mode
- 2016 : Campaign

### Singles
- 2011 : All Stars avec Joe Moses (House On the Hill)
- 2012 : My Cabana (Beach House)
- 2013 : Irie avec Wiz Khalifa (Beach House 2)
- 2013 : Paranoid avec B.o.B (Beach House EP)
- 2014 : Or Nah (Remix) avec Wiz Khalifa et The Weeknd (Beach House EP)
- 2014 : Shell Shocked avec Wiz Khalifa et Juicy J (Teenage Mutant Ninja Turtles soundtrack)
- 2014 : Stand For (Free TC)
- 2015 : Drop That Kitty avec Charli XCX et Tinashe (Free TC)
- 2015 : Only Right avec YG, TeeCee4800 et Joe Moses (Free TC)
- 2015 : Blasé avec Future & Rae Sremmurd  (Free TC)
- 2015 : When I See Ya avec Fetty Wap
- 2015 : Solid avec Babyface (Free TC)
- 2015 : Saved avec E-40 (Free TC)
- 2016 : Wavy avec Joe Moses
- 2016 : Zaddy (Campaign)
- 2016 : Stealing (Campaign)
- 2016 : Campaign avec Future (Campaign)
- 2017 : Love U Better avec Lil Wayne & The-Dream (Beach House 3)
- 2017 : So Am I avec Damian Marley & Skrillex (Beach House 3)
- 2017 : Message in a Bottle (Beach House 3)
- 2017 : Dawsin's Breek avec Jeremih (Beach House 3)
- 2017 : Side Effects (Beach House 3)
- 2018 : Psycho avec Post Malone
- 2020: safety net avec Ariana Grande
- 2023 : Vultures (Vultures 1 avec Kanye West, Lil Durk et Bump J)
- 2024: Talking (Vultures 1 avec Kanye West et North West)
- 2024 : Carnival (Vultures 1 avec Kanye West, Rich The Kid et Playboi Carti)
- 2024 : Slide (Vultures 2 avec Kanye West)

## Filmographie
- 2022 : Entergalactic de Fletcher Moules : Ky (voix)